# Crossarchus ansorgei
Crossarchus ansorgei (Кузіманза ангольська) — ссавець, представник ряду хижих із родини мангустових. Знайдений тільки в Анголі і Демократичній Республіці Конго. В Анголі відомий тільки по одному зразку, зібраному в 1908 році. У ДР Конго перебуває в дощових лісах. Житель листяних дощових лісів і не відомо, щоб Crossarchus ansorgei заходив на оброблювані території.

## Загрози та охорона
Загрози для цього виду не ясні, але вони, ймовірно, включають втрату місць мешкання і мисливство. Зареєстрований у Національному Парку Салонга в Конго.